# Соціокультурна динаміка
Соціокультурна динаміка — процес циклічної зміни і розвитку соціальних і культурних систем, перехід з одного стану в інший під впливом зміни панівної системи цінностей. Концепція соціокультурної динаміки була введена в науковий обіг російсько-американським соціологом Питиримом Сорокіним.

## Поняття соціокультурної динаміки
Динаміка культури характеризує трансформаційні процеси всередині культури й у взаємодіях культур, які специфічні цілісністю, закономірністю, спрямованістю і впорядкованістю провідних тенденцій. Для динаміки культури характерною є усталеність взаємодії компонентів, періодичність і стадіальність, що відрізняє її від культурних змін як довільних трансформацій соціокультурного процесу. Динаміка культури є відображенням здатності складних соціальних організмів адаптуватись до мінливих зовнішніх і внутрішніх умов існування.
Елементи культури, що перебувають у стійкій рівновазі, закріплюються в культурній традиції. Накопичення протиріч у культурній системі призводить до її розбалансування і створення кризової ситуації, яка знаходить своє вирішення в оновленні культурного досвіду, в культурних інноваціях. Динаміка культури може вести до збагачення ціннісних смислів культури, тобто носити прогресивний характер. Проте можливі такі динамічні процеси, що спрощують культурне життя суспільства, ведуть до його занепаду і деградації. Регресивні зміни викликають кризу культури. Особливим станом культури є її застій як стан довготривалої стагнації культурних цінностей. У культурології існують різнопланові підходи до побудови моделей соціокультурної динаміки. Оскільки культура є змістовним аспектом спільної, тобто соціальної діяльності людей, їх життя, то поряд з поняттям «динаміка культури» застосовують термін «соціокультурна динаміка».
Вивчення динаміки культури вимагає з'ясування процесів, які складають її зміст, та відповідних категорій. Категорія «динаміка культури» тісно пов'язана з іншими поняттями, таким як «культурні зміни», «культурний розвиток», «модернізація культури» тощо.

### Культурні зміни
Культурні зміни — це поняття, яке охоплює будь-які зміни патернів суспільства. Під патернами розуміють структурні зразки, стереотипи поведінки, які склалися в межах певної культури, а також усталені конфігурації зв'язків людей між собою, з штучними предметами та природним середовищем. До них, наприклад, належить матеріальні предмети, певні способи поведінки, правові і моральні норми, жанри і стилі в мистецтві. Інакше кажучи, культурні зміни передбачають будь-які трансформації в культурі.
Для характеристики деяких типів культурних змін застосовують поняття «культурний розвиток».

Культурний розвиток — це зміни матеріальних і духовних компонентів культури, які призводять до змін її складу або структури, виникненню чи зникненню певних елементів культури або зв'язків між ними, що призводить до появи нового якісного стану культури як цілісності. Для процесів, які характеризують культурний розвиток, притаманні такі властивості, як незворотність, спрямованість і закономірність змін, а також поява нового якісного стану в культурі.

### Динаміка культури
Динаміка культури — поняття, яке характеризує процеси змін в середині культури і у взаємодіях культур, а також типової моделі взаємодії людей у суспільстві, яким притаманні такі риси, як цілісність, наявність упорядкованих тенденцій і спрямований характер трансформації.
Динаміка культури є відображенням здатності складних соціальних організмів адаптуватися до мінливих зовнішніх і внутрішніх умов існування. Фундаментальними факторами культурної динаміки постають, таким чином, не ідеї чи бажання людей, а об'єктивна, не завжди зрозуміла людьми необхідність адаптації суспільства і культури до умов, що змінилися.
Зміни в культурі можуть вести до збагачення і диференціації культури. Інколи вони сприяють спрощенню культури та послабленню диференціації. Дослідники виокремлюють як можливість прогресивного характеру змін в культурі, так і можливість періодів занепаду культури та кризових станів. Особливим станом у динаміці культури є застій, для якого характерним є тривала незмінність та повторюваність норм, цінностей і смислів, домінування традицій над інноваціями.
Важливе значення для розуміння динаміки культури мають механізми її реалізації, під якими розуміють фактори, конкретні умови і способи її здійснення.
Серед факторів динаміки культури, які обумовлюють її конкретний прояв та головні риси, виокремлюють фактор часу (тривалість); просторове розміщення культурних форм; взаємодію різних культур; антропогенні фактори (сфера взаємодії суспільства і природи; соціальні інститути і норми діяльності) та інші. Більшість з них репрезентують певні галузі культурної активності та соціальної взаємодії, в межах яких складаються як умови для появи нестабільності, протиріч і конфліктів, так і віднаходяться способи їх вирішення.

## Циклічні моделі соціокультурних змін
Циклічна модель культурної динаміки — одна з найдавніших. Повторюваність, зворотність є характерною рисою існування всього живого. Мислителі здавна простежували аналогії між соціокультурними процесами і зміною природних сезонів, рухом сонця по небосхилу, життєвими циклами. Так, Дж. Віко вважав, що культура рухається від «віку богів» (міфологічні культури) через «вік героїв» (культури героїчного епосу) до «віку людей» (осмислення світу історією).

### Концепція "культурно-історичних типів"М. Я. Данилевського (1822-1885)
```
Концепція локальних "культурно-історичних типів":
```

- кожен культурно-історичний тип проходить у своєму розвитку стадії народження, розквіту, занепаду і загибелі;

- не існує єдиного напрямку прогресу світової культури, кожна культура розвивається відокремлено;

- культурні типи класифікуються залежно від переважаючих напрямків - розрядів людської діяльності.

Всю соціально-культурну людську діяльність він поділяє на чотири не приводяться один до іншого розряду:
- діяльність релігійна, що виражає ставлення людини до Бога;

- діяльність культурна, у вузькому сенсі цього слова, що виражає відношення людини до зовнішнього світу. Це, по-перше, теоретично-наукова діяльність, по-друге, естетично-художня і, по-третє, технічно-промислова діяльність;

- діяльність політична, що включає в себе як внутрішню, так і зовнішню політику;

- діяльність суспільно-економічна, в процесі якої створюються певні економічні відносини і системи.

М. Я. Данилевський виділяв такі культурні типи:
- культури первинні, або підготовчі (не проявилися яскраво ні в одному з розрядів соціокультурної діяльності): єгипетська, китайська, вавилонська, індійська, іранська;

- культури одноосновні (проявляються яскраво в одному з розрядів): єврейська (релігійний розряд); грецька (культурний розряд: мистецтво, філософія); римська (політичний розряд);

- культури двохосновні: європейська (має два розряди - політико-культурний тип);

- культури чотирьохосновні (гіпотетичний тип, де всі чотири розряди розвинені).

### Культурні організми в дослідженніО. Шпенглера (1880-1936)
О. Шпенглер стверджував, що немає єдиної світової культури. Кожна культура народжується і гине індивідуально. Саме життя людства є нескінченне зародження і загибель культур, що представляють собою своєрідні "організми" з твердою внутрішньою організацією, кожна з яких замкнута і неповторна.
- Криза і загибель культури - неминуче і закономірне явище.

- Окремі культури-цивілізації можуть існувати 1500 років, а потім зникають, залишивши різноманітні пам'ятники, які можуть бути використані іншими культурами, але запозичення і розвиток її внутрішніх принципів неможливо, тобто немає культурної спадкоємності.

- Загибель культури відбувається через втрату нею гнучкості, різноманіття, через техніцизм. Цивілізація - це заключний етап розвитку будь-якої культури і періоду суспільного розвитку, для яких характерний високий рівень наукових і технічних досягнень, занепад мистецтва та літератури. Цей етап завершується занепадом і загибеллю культури.

- Принцип культурного поліцентризму - багато центрів культури існувало й існує, кожна культура має цінність, всі культури рівноправні.

- Виділяє сім культур минулих століть: єгипетська, індійська, вавилонська, китайська, греко-римська, майя, візантійсько-арабська. Зараз існує західноєвропейська культура, складається російська культура.

- Культура - зовнішній прояв внутрішнього ладу душі народу, прагнення колективної душі народу до самовираження. Кожній душі, кожній культурі притаманне первинний світогляд, свій "першосимвол", з якого і виникає все багатство її форм. Кожна культура живе відособленим життям, культивуючи свій "такт", "ритм", "тональність". В основі грецької культури лежить "аполлонічних" душа, середньовічної арабської культури - "магічна" душа, європейської культури - "фаустівська" душа (бунтівна душа, яка прагне подолати світ своєю волею).

- Сучасна європейська культура вступила в період технічної цивілізації і тому близька до своєї загибелі.

### Концепція "локальних цивілізацій"А. Тойнбі (1889-1975)
```
Концепція "локальних цивілізацій" - концепція "Виклику і Відповіді".
```

- Локальні цивілізації проходять певний цикл розвитку: виникнення, зростання, розкладання і загибель (виснаження "життєвих сил").

- Помірно несприятливе природне і соціальне середовище кидає "виклик" суспільству, яке за допомогою зусиль "творчої меншості" знаходить рішення виникаючих проблем; тобто відповіддю на Виклик є новий акт культурно-історичного творення.

- Розвиток культури здійснюється як серія Відповідей, що даються творчим людським духом на ті Виклики, які кидає йому природа, суспільство і внутрішня нескінченність самої людини. При цьому можливі різні варіанти розвитку, бо можливі різні Відповіді на один і той же Виклик.

- Якщо Виклик занадто сильний, то це може призвести до загибелі цивілізації. Занадто сприятливі умови уповільнюють або припиняють ріст і розвиток культури.

Таким чином можна сказати, що циклічним є рух культурно-історичних типів у концепції російського соціолога М.Данилевського. Культурні організми в дослідженні О. Шпенглера проходять цикл від «дитинства» («весни»), «юності» («літа»), «зрілості» («осінь») до «старості» («зими»), від накопичення сил, їх реалізації до занепаду і загибелі культури. Локальні цивілізації А. Тойнбі підкоряються у своєму розвитку моделі циклічного руху від виникнення, росту до надлому і загибелі. Згідно з його концепцією, культурна динаміка породжена наявним викликом (з боку природного чи людського середовища): сприятливі умови розвитку цивілізації, як зовнішні, так і внутрішні, є передумовою культурної стагнації. У концепції російського історика Л. Гумільова процес етногенезу становить цикл, що містить фази виникнення, підйому, занепаду і загибелі етносу. Головним джерелом появи етносів є результати формотворної діяльності природного середовища. Поштовхом до розвитку стає імпульс пасіонарності як прагнення і здатність змінювати середовище існування, вкорінені в підсвідомості людини. Умови для посилення пасіонарності на рівні суспільства і людини створюють вибухи у Всесвіті (пасіонарні поштовхи).

## Еволюціоністська парадигма щодо розвитку культури
Лінійна модель культурної динаміки представлена еволюціонізмом. Еволюціоністи спираються на концепцію англійського соціолога Г. Спенсера, який розглядав соціокультурну динаміку як частину незворотного процесу еволюції, що проявляється в ускладненні, диференціації та вдосконаленні первісно примітивних культурних систем. Однолінійна модель соціокультурної еволюції передбачає поступовий рух від дикунства, варварства до цивілізації.  Е. Тейлор і Дж. Фрезер сповідували ідею того, що нові, більш ускладнені культурні елементи заперечують існування попередніх і забезпечують удосконалення життя людського суспільства. Класичним зразком лінійного еволюціонізму є марксистська модель формацій — первісної, рабовласницької, феодальної, капіталістичної, комуністичної, що монофакторно зумовлені розвитком виробничих сил суспільства. Полілінійна модель еволюції визнає множинність векторів соціокультурної динаміки та поліфакторну визначеність її причин.
Хвильова модель соціокультурної динаміки найґрунтовніше розроблена в економічних науках. Російський соціолог М. Кондратьєв сформулював теорію довгих економічних хвиль з періодом 48—55 років, що визначають циклічну динаміку господарчо-економічної системи. Американському соціологу П. Сорокіну належить теорія хвилеподібної соціокультурної динаміки. Кожен елемент культурної системи, за його концепцією, проходить три фази єдиного циклу: на першій відбувається накопичення і кристалізація соціальне значущих смислів, на гребені хвилі вони фіксуються у вигляді культурних норм і цінностей, потім вони вступають у протиріччя з наявними потенціями розвитку. Після проходження всього циклу він поновлюється.
Функціональний підхід до культурної динаміки, представлений, зокрема, в дослідженнях Т. Парсонса, полягає у виявленні зв'язку між соціокультурними змінами та процесами обміну інформацією і енергією між культурними системами. Джерелом культурних змін, на думку функціоналістів, може стати надлишок або недостача інформації чи енергії при обміні ними між культурними системами.
Постмодерністська парадигма соціокультурної динаміки ґрунтується на ідеї невпорядкованого розповсюдження культурних процесів, позбавленого напрямку і регулярності, своєрідного «руху бажання». Таку модель постмодерністи називають «ризомою».

## Передумови синергетичного підходу до динаміки культури
Синергетичний підхід до соціокультурної динаміки базується на принципово новому розумінні хаотичних процесів як потенції впорядкування, готовності культурної системи до самоорганізації. Ці тенденції реалізуються в точках біфуркації як свого роду порогах усталеності культурної системи, в яких закладаються тенденції її зміни. Поблизу моментів біфуркації, Що несуть у собі поліваріантність розвитку культурної системи, провідну роль відіграє випадковість, окремі малі флуктуації (випадкові відхилення). Тобто культурна динаміка є результатом процесів саморозвитку культурної системи.
Російський культуролог Ю. Лотман у своїй книзі «Культура і вибух» обґрунтовує концепцію непередбачуваних динамічних процесів, що реалізуються у вигляді вибуху. Культурний вибух, за категоріями синергетики, є точкою біфуркації, різкої інтенсифікації змін культурних елементів з набором декількох різноймовірних альтернатив майбутнього, з яких лише одна стає культурною реальністю. Вибухова зміна вектора культурного розвитку, за Ю. М. Лотманом, співіснує з поступовими соціокультурними процесами. Вибухові й поступові зміни перебувають в діалектичній взаємодії одне з одним.
Складність і неочевидність процесів соціокультурної динаміки провокує появу нових і різних підходів до її вивчення. Сучасний методологічний плюралізм і міждисциплінарна інтеграція вимагає визнання як значимості лінійних змін у соціокультурній динаміці, так і циклічних, маятникових і хвильових процесів, можливості поступового руху і культурних вибухів. Усі зазначені підходи є однаково ймовірними і взаємодоповнюючими, які лише в їх діалектичній взаємодії розкривають сутність процесів динаміки культури.

## Концепції соціокультурних системПитирима Сорокіна
В концепції П. Сорокіна суспільство і культура розглядаються як один феномен, через призму якого досліджуються всі форми життєдіяльності людей. Соціокультурну систему складають чотирнадцять основних сфер, які слід брати до уваги під час дослідження: живопис, скульптура, архітектура; музика, театр, література, мистецтвознавство; релігія, філософія, наука; природно-наукові і технологічні винаходи; етика і право; політика; шлюбні відносини; економіка; політичні конфлікти; релігійна активність; тип історичної особистості; форми свободи; державне управління; світогляд.
В динаміці кожної соціокультурної системи (і кожної підсистеми) можна спостерігати три стадії, після яких цикл починається знову:
- ідеаціональна з домінуванням процесів пізнання

- ідеальна з домінуванням ідеології

- сенсуальна (чуттєва)з домінуванням чуттєвого переживання досвіду

Базовими цінностями ідеаціальной суперсистеми є Бог і божественна надчуттєвий реальність, релігія. Складається держава теократичного типу, де священнослужителі утворюють вищі верстви суспільства. Державне право і етичні норми ґрунтуються на релігійних приписах. 

### Ідеаціональна надсистема
```
... ідеаціональная надсистема культура є нетворчою в області науки і технології, так як вона зосереджує свою пізнавальну енергію на вивченні Царства Божого і реалізації цінностей під час короткої земної подорожі людини до вічності ... 
```

Важливою особливістю релігійних культур подібного роду є нехтування «земними цінностями». Побутовий комфорт не має значення, зате в пріоритеті аскеза, як виконання боргу перед Богом. Мистецтво ідеаціального суспільства повністю релігійне. Його теми — це Бог і надприродне буття, спокутування гріхів і спасіння душі. Згодом релігійна система цінностей починає занепадати і відбувається перехід до ідеалістичної надсистеми.

### Ідеалістична надсистема
Ідеалістична система культури, за Сорокіним, є своєрідним синтезом ідеаціальной і чуттєвої надсистеми. Основна цінність ідеалістичної культури — істина. Пошук істини здійснюється шляхом поєднання надчуттєвого і чуттєвого способів пізнання. Релігійні по суті свої цінності втілюються через раціональне знання. Пристрій ідеального суспільства на основі ідеалістичної культури описується в філософських концепціях. До таких Сорокін відносить твори Платона, Аристотеля, Фоми Аквінского:
…ідеалістична система істини займає проміжну ланку між чуттєвої і идеациональной системами і об'єднує в своєму тиглі три відмітних елементи чуттєвої, релігійної та раціоналістичної істини. Системи Платона і Аристотеля, Альберта Великого і Фоми Аквінського — кращі приклади спроб синтезувати в одному цілому божественну, чуттєву і діалектичну істину…

### Чуттєва надсистема
Чуттєва надсистема базується на сприйнятті реальності за допомогою почуттів і відчуттів. Релігія на цій фазі втрачає своє колишнє значення. Пізнання світу відбувається за допомогою інтелекту і раціональності. Основною цінністю стає людина. Велике значення в рамках чуттєвої надсистеми набуває побутовий комфорт. 
 Хоча чуттєве суспільство цілком успішно виробляє безліч технологічних відкриттів, що мають на меті збільшення тілесного комфорту чуттєвого життя, воно не досягає успіху в розробці ефективної техніки для перетворення душ і «виробництва» надчуттєвих цінностей Царства Божого …. піклується головним чином про чуттві задоволення, цінностях добробуту, здоров'я, тілесного комфорту і жадоби влади і слави 
Правові та етичні норми суспільства на чуттєвій фазі розвитку, на відміну від ідеаціональних мають суто світський характер. Вони створені людьми, тому можуть переглядатися і змінюватися, виходячи з потреб суспільства.
 Чуттєве право являє собою зовсім іншу картину … Його мета виключно утилітарна: збереження людського життя, охорона власності та майна, миру і порядку, щастя і благополуччя суспільства в цілому і панівної еліти, яка встановлює і проводить в життя чуттєвий закон, зокрема. Його норми відносні, змінювані і умовні … У такій системі права не закладено нічого вічного і святого...
Коли певний тип культури стає панівним в одній із зазначених сфер (підсистем), характерні для цього типу настанови (орієнтири) починають проникати в інші сфери. Відбуваються певні зсуви у всій суперсистемі, хоча темпи і цих змін в різних сферах культури можуть бути неоднакові.
Таким чином, в історії спостерігається хвильова модель зміни домінуючих культурних суперсистем в такій послідовності: ідеаціональна, ідеалістична, сенситивна. Вона дещо нагадує рух маятника. Разом з тим, ця модель дещо перегукується з циклічною моделлю. Дж. Віко («вік богів» — ідеаціональна, «вік людей» — чуттєва і «вік героїв» — ідеалістична стадія еволюції), але акцент не робиться на встановленій послідовності. П. Сорокін стверджує, що не існує універсального порядку змін, а отже — можливі коливання (флуктуації) від запропонованої загальної схеми.

## Критика
Теорії П. Сорокіна викликали полеміку і були надруковані в праці «Pitirim Sorokin in Review» цей том був виданий в 1963 році. Відмінною можна вважати полеміку П.Сорокіна з вченим з Австралії О. Андерле, який відстоював парадигму цивілізації як систему, в той час, як П. А. Сорокін не рахував системність базовою якістю цивілізацій. Теорії Сорокіна є масштабними і комплексними, можливо через це А.Кребер дорікає П.Сорокіну в абстракції. Ідея релігійної перебудови людства є, зокрема, основою концепції П. Сорокіна. За своїми джерелами і суті цей проект можна вважати схожим з ідеями класичного богослов'я. У той час як саме богослов'я здебільшого і визначило погляди автора. Сорокін бачить релігію не як інститут або віровчення, а як головну систему, в той час як релігія формулюється суспільством в ході історичного процесу. Так само вченого дорікають в тому, що при розгляді історії різних країн і народів поняття «татарська» цивілізації або ж «арабська» цивілізації вживаються автором в абстрактному, описовому сенсі. Це відноситься і до інших країн і народів, які мають схожі характеристики. Ідеї П.Сорокина зі сторінок «Соціології революції» активно критикували і не сприйняття з боку партії більшовиків і самого В.І Леніна, за що й був висланий в 1922 році потягом з Росії. Зокрема, Сорокін вказував на ілюзорність ідей, які транслюються в періоди революцій і вважав, що вони надають дезінтеграційних процесів на суспільство, пробуджуючи в ньому ворожнечу, злобу, руйнування.